# Col de la Colombière
De Col de la Colombière is een bergpas in de Franse Alpen, in het departement Haute-Savoie. De bergpas is vooral bekend vanwege wieleretappes in de Ronde van Frankrijk.
De bergpas verbindt Cluses in de Arve-vallei met Le Grand-Bornand in de Borne-vallei.

## Passages in de Ronde van Frankrijk
| Jaar | Etappe | Categorie | Eerste renner        |
| ---- | ------ | --------- | -------------------- |
| 2021 | 8      | 1         | Dylan Teuns          |
| 2018 | 10     | 1         | Julian Alaphilippe   |
| 2010 | 9      | 1         | Christophe Moreau    |
| 2009 | 17     | 1         | Fränk Schleck        |
| 2007 | 7      | 1         | Linus Gerdemann      |
| 2006 | 17     | 1         | Floyd Landis         |
| 2002 | 17     | 1         | Mario Aerts          |
| 2000 | 16     | 1         | Marco Pantani        |
| 1997 | 15     | 1         | Richard Virenque     |
| 1994 | 18     | 1         | Pjotr Oegroemov      |
| 1991 | 18     | 1         | Thierry Claveyrolat  |
| 1990 | 10     | 1         | Thierry Claveyrolat  |
| 1987 | 22     | 1         | Eduardo Chozas       |
| 1985 | 12     | 1         | Luis Herrera         |
| 1984 | 19     | 1         | Jérôme Simon         |
| 1983 | 18     | 1         | Jacques Michaud      |
| 1982 | 17     | 1         | Jean-René Bernaudeau |
| 1980 | 18     | 1         | Ludo Loos            |
| 1978 | 17     | 1         | René Bittinger       |
| 1975 | 17     | 2         | Vicente Lopez-Carril |
| 1968 | 19     | 2         | Barry Hoban          |
| 1960 | 18     | 2         | Fernando Manzanèque  |